# Manneville-la-Raoult
Manneville-la-Raoult is een gemeente in het Franse departement Eure (regio Normandië) en telt 416 inwoners (1999). De plaats maakt deel uit van het arrondissement Bernay.

## Geografie
De oppervlakte van Manneville-la-Raoult bedraagt 7,3 km², de bevolkingsdichtheid is 57,0 inwoners per km².
De onderstaande kaart toont de ligging van Manneville-la-Raoult met de belangrijkste infrastructuur en aangrenzende gemeenten.

## Demografie
Onderstaande figuur toont het verloop van het inwonertal (bron: INSEE-tellingen).